# Université de Bandundu
 (septembre 2024).
La mise en forme du texte ne suit pas les recommandations de Wikipédia : il faut le « wikifier ».
Les points d'amélioration suivants sont les cas les plus fréquents. Le détail des points à revoir est peut-être précisé sur la page de discussion.
- Les titres sont pré-formatés par le logiciel. Ils ne sont ni en capitales, ni en gras.
- Le texte ne doit pas être écrit en capitales (les noms de famille non plus), ni en gras, ni en italique, ni en « petit »…
- Le gras n'est utilisé que pour surligner le titre de l'article dans l'introduction, une seule fois.
- L'italique est rarement utilisé : mots en langue étrangère, titres d'œuvres, noms de bateaux, etc.
- Les citations ne sont pas en italique mais en corps de texte normal. Elles sont entourées par des guillemets français : « et ».
- Les listes à puces sont à éviter, des paragraphes rédigés étant largement préférés. Les tableaux sont à réserver à la présentation de données structurées (résultats, etc.).
- Les appels de note de bas de page (petits chiffres en exposant, introduits par l'outil «  Source ») sont à placer entre la fin de phrase et le point final[comme ça].
- Les liens internes (vers d'autres articles de Wikipédia) sont à choisir avec parcimonie. Créez des liens vers des articles approfondissant le sujet. Les termes génériques sans rapport avec le sujet sont à éviter, ainsi que les répétitions de liens vers un même terme.
- Les liens externes sont à placer uniquement dans une section « Liens externes », à la fin de l'article. Ces liens sont à choisir avec parcimonie suivant les règles définies. Si un lien sert de source à l'article, son insertion dans le texte est à faire par les notes de bas de page.
- La présentation des références doit suivre les conventions bibliographiques. Il est recommandé d'utiliser les modèles {{Ouvrage}}, {{Chapitre}}, {{Article}}, {{Lien web}} et/ou {{Bibliographie}}. Le mode d'édition visuel peut mettre en forme automatiquement les références.
- Insérer une infobox (cadre d'informations à droite) n'est pas obligatoire pour parachever la mise en page.

Pour une aide détaillée, merci de consulter Aide:Wikification.
Si vous pensez que ces points ont été résolus, vous pouvez retirer ce bandeau et améliorer la mise en forme d'un autre article.
L’université de Bandundu, également connue sous l'acronyme UNIBAND, est une université publique de la république démocratique du Congo, située dans la province du Bandundu, ville de Bandundu. 
À sa création, en 2004, elle était une extension de l’université de Kinshasa,,  et s’appelait alors « Centre Universitaire de Bandundu (C.U.B.) ».

## Organisation
L'UNIBAND comprend 7 facultés :
- Agronomie: avec 5 départements notamment : Phytotechnie, Zootechnie, Économie Agricole, Gestion des Ressources Naturelles et La Chimie Industrielle
- Droit: compte 3 départements: Droit Public, Droit Économique et social et Droit Privé et Judiciaire.
- Médecine: 3 départements : Biomédical, Médecine vétérinaire et Santé Publique.
- Psychologie et Sciences de l'éducation : 5 départements :

- Psychologie
- Sciences de l'éducation
- Gestion des Entreprises et Organisation du Travail, GEOT
- Gestion et Administration des Institutions Scolaire et Formation, GAISF To Tanga na UNIBAND
- Orientation Scolaire
- Faculté des Sciences Économiques et Gestion: 4 départements : Économie, Anglais et Informatique des affaires, Économie de Développement et Gestion et marketing des entreprises ;
- Facultés des Sciences et Bio-technologies: 4 départements : Environnement et tourisme, Mathématique-informatique, Techniques de maintenance des réseaux et Sciences informatiques;
- Faculté de Lettres et sciences sociales : 5 départements : Philosophie, Sciences et techniques de communication, Anthropologie et sociologie, Gestion des conflits et Criminologie

Elle compte près de 1 500 étudiants dans sept facultés. Sa langue d'enseignement est le français.